# Dòng thời gian của đại dịch COVID-19 tháng 4 năm 2021
Bài này ghi lại dòng thời gian và dịch tễ học của SARS-CoV-2 vào tháng 4 năm 2021, loại vi rút gây ra bệnh coronavirus 2019 (COVID-19) và là nguyên nhân gây ra đại dịch COVID-19. Các trường hợp nhiễm COVID-19 ở người đầu tiên được xác định ở Vũ Hán, Trung Quốc, vào tháng 12 năm 2019.

## Dòng thời gian

### 3 tháng 4
- Pháp loan báo có 5.254 người nằm trong các phòng chăm sóc hồi sức đặc biệt vì COVID, tăng 145 người, 46.677 ca nhiễm mới, 332 người chết vì COVID trong vòng 1 ngày, nâng số tử vong lên thành 96,280 ca. (VOA)
- Anh xác nhận 7 người  tử vong trong số 30 trường hợp đông máu hiếm gặp sau khi tiêm vắc xin ngừa COVID-19 của AstraZeneca tại Anh. (tuoitre)

### 10 tháng 4
- Bà Erna Solberg nhận vé phạt đến 2.300 USD vì tổ chức một bữa tối sinh nhật trong gia đình với số người dự vượt mức cho phép theo quy định chống dịch COVID-19, dù bà không dự sự kiện này. (tuoitre)

### 14 tháng 4
- Thụy Điển báo cáo ca nhiễm nCoV mới trên đầu người cao nhất châu Âu tuần qua và số bệnh nhân nằm phòng chăm sóc tích cực cũng gia tăng.  (vnexpress)

### 15 tháng 4
- Campuchia ra lệnh phong tỏa thủ đô Phnom Penh và thị xã Takhmao trong 14 ngày, bắt đầu từ 15/4, để đối phó với tình trạng ca nhiễm gia tăng. (vnexpress)
- Pháp vượt ngưỡng biểu tượng 100.000 người chết vì Covid-19, để trở thành một trong 8 nước trên thế giới có hơn 100 nghìn ca tử vong, trong danh sách đã bao gồm Mỹ, Brazil, Mexico ở châu Mỹ, Ấn Độ ở châu Á, cũng như Anh, Ý và Nga ở châu Âu. (RFI)

### 21 tháng 4
- Cơ quan Dược phẩm châu Âu ra quyết định rằng vac-xin ngừa Covid-19 của hãng Johnson&Johnson có thể được sử dụng, do những mối lợi của loại vac-xin này lớn hơn rất nhiều so với những rủi ro. (RFI)
- Pháp dự trù đến ngày 02/05 dỡ bỏ lệnh cấm đi quá 10 km tính từ nơi cư trú, có thể giảm nhẹ lệnh giới nghiêm, đồng thời cho mở lại các quán bar, nhà hàng, các cửa hiệu không thiết yếu và các địa điểm văn hóa kể từ giữa tháng 5.  (RFI)

### 22 tháng 4
- Ngày 22 tháng 4 năm 2021, ghi nhận số ca nhiễm nhiều nhất trong ngày ở một quốc gia với số lượng 315.000 trường hợp dương tính ở Ấn Độ.[1] Số ca tử vong 2.000 trong một ngày cũng là con số cao nhất thế giới vào thời điểm này, trên cả Brazil. (RFI)

### 24 tháng 4
- Tổng thống Putin quyết định cho người lao động nghỉ ngày 1-10/5 để ngăn nCoV lây lan theo đề xuất của quan chức y tế. (vnexpress)
- Bộ Y tế Thái Lan hôm nay thông báo ghi nhận thêm 2.070 người nhiễm, mức cao nhất từ trước tới nay và 4 người chết vì nCoV trong 24 giờ qua, nâng tổng ca nhiễm và tử vong toàn quốc lên lần lượt 50.183 và 121 ca. (vnexpress)

### 27 tháng 4
- Ấn Độ ngày 27-4 không lập thêm kỷ lục u ám về số ca COVID-19 mới nhưng vẫn ghi nhận hơn 300.000 ca bệnh trong ngày thứ 6 liên tiếp, thêm 2.771 ca tử vong, nâng tổng số người chết vì dịch COVID-19 lên 197.894 người. (tuoitre)

### 28 tháng 4
- Chính phủ Mỹ sẽ cung cấp cho nhiều nước 60 triệu liều vac-xin AstraZeneca chống Covid. Nhà Trắng cho đến nay luôn bị chỉ trích vì từ chối xuất khẩu loại vac-xin vẫn chưa được Mỹ công nhận. (RFI)
- Những người chế tạo vac-xin Sputnik V của Nga chỉ trích việc Brazil từ chối nhập vac-xin của họ, xem đây là một hành động mang tính « chính trị », chứ không liên quan gì đến việc tiếp cận thông tin hay liên quan đến khoa học.  (RFI)
- Tập đoàn dược phẩm Pháp Sanofi thông báo kể từ tháng 9 tới sẽ sản xuất tại Hoa Kỳ một khối lượng lên tới 200 triệu vac-xin ngừa Covid-19 của tập đoàn Mỹ Moderna, « nhằm đáp ứng nhu cầu của thế giới ».  (RFI)

### 29 tháng 4
- Mỹ viện trợ 1.000 bình oxy y tế và 15 triệu khẩu trang N95 cho Ấn Độ và cũng sẽ cung cấp cho nước này 20 triệu liều vắc xin COVID-19 của AstraZeneca.  (tuoitre)
- Thái Lan xác nhận có 73/77 tỉnh trong cả nước yêu cầu bắt buộc người dân phải đeo khẩu trang khi ra khỏi nhà, thông báo có thêm 10 trường hợp tử vong vì COVID-19 và tăng 1.871 ca mắc mới. (tuoitre)
- Mạng xã hội Facebook thoạt tiên chặn không cho cư dân mạng gắn các mã chủ đề (hashtag) kêu gọi Thủ tướng Ấn Độ Narendra Modi từ chức, nhưng sau đó đã rút lại quyết định này.  (tuoitre)